# Нуянь Видяз
Євген Четвергов (літературний псевдонім Нуянь Видяз) (*30 березня 1934, Орданьбує, Тумобуе, Ерзянь Мастор - Республіка Мордовія) — ерзянський публіцист та письменник. Один із лідерів ерзянського національного руху ХХІ століття. 
Головний редактор газети «Ерзянь Мастор», заступник голови фонду спасіння ерзянської мови.

## Життєпис

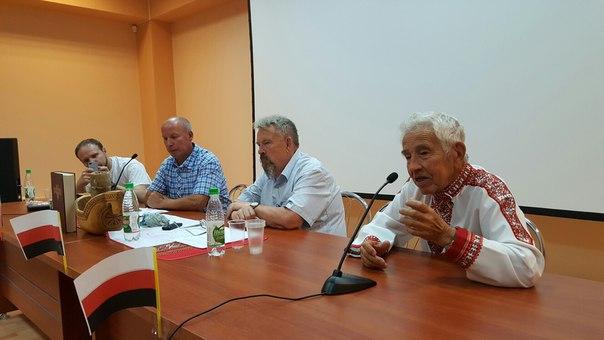
Нуянь Видяз виступає на Ерзянському Конгресі у Саранську. 7 червня 2016 року

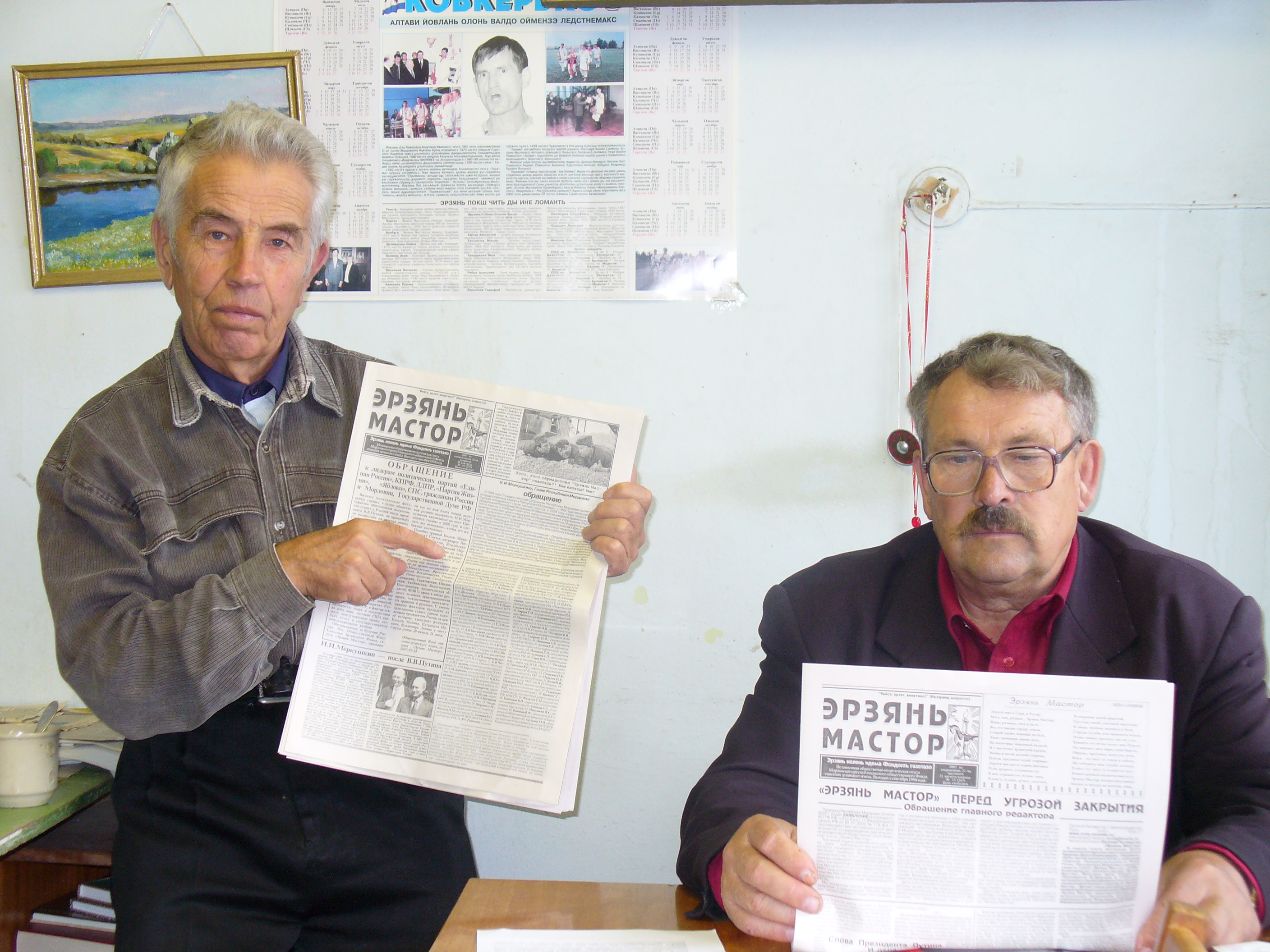
Нуянь Видяз та Кшуманцянь Пірґуж

Народився в ерзянській селянській родині. У 1952 році закінчив Дубьонську середню школу. Після закінчення школи працював робітником сцени Театру юного глядача імені Максима Горького в місті Баку. З 1953  працював завідувачем сільським клубом в рідному селі. 
У 1954—1959 роках навчався на агрономічному факультеті Пензенського сільськогосподарського інституту. 
Після закінчення інституту шість років працював агрономом у совґоспі «Хвиля революції» Ардатовського району (1959—1960) та в Ковилкінському районі (1960—1965) Ерзянь Мастор. Вступив до аспірантури Мордовського університету (1965), закінчив аспірантуру (1968). Після цього 28 років (1968—1996) працював викладачем університету. Вчена ступінь — кандидат аграрних наук (1970), доцент (1981). 
З 1980 року друкує свої твори ерзянською та московською мовами у газетах «Сятко» (Іскра) та «Чилісема» (Схід), збірках Мордовського книжкового видавництва.
На початку 1990-х увійшов в ерзянський національний рух. Співзасновник товариства «Масторава» (1990) та Фонду порятунку ерзянської мови імени А. П. Рябова. Редактор національної газети «Эрзянь Мастор», яка виходить в Саранську з 1994. 